# ترام الإسكندرية

شعار الهيئة العامة لنقل الركاب بمحافظة الإسكندرية

ترام الإسكندرية أو ترامواي الإسكندرية هي أول وسيلة نقل جماعية في مصر وأفريقيا وأكثرها شعبية، تُديرها الهيئة العامة لنقل الركاب بمحافظة الإسكندرية، بدأ تشغيل ترام الإسكندرية في العام 1860، وبهذا يعتبر ترام الإسكندرية أقدم ترام في أفريقيا، ومن بين الأقدم في العالم.
يجري الترام ذي العربات الصفراء والمكون من عربتين في قلب المناطق الشعبية بالإسكندرية، ومن أشهر محطاته، محطة قصر رأس التين المجاورة للقصر الملكي الفخم ومحطة الرمل وجامع القائد إبراهيم ومحطة مصر والرصافة والنزهة وناريمان والورديان. أما الترام ذو العربات الزرقاء فجيري في الأحياء الراقية بالمدينة مثل رشدي وباكوس وصفر وشوتز وزيزنيا وجناكليس.
وتوجد بالترام الأزرق عربة مخصصة للسيدات فقط وعربة للرجال وعربة مختلطة. ويتلاقى الترام الأزرق مع الأصفر في محطة الرمل، أحد أهم الميادين الرئيسية في الإسكندرية، وهو المكان الذي انطلقت منه أول رحلات الترام.
يبدأ الترام عمله الساعة الرابعة فجراً ويستمر في العمل حتى الواحدة بعد منتصف الليل، وحتى قيام أحداث يوليو عام 1952، كان سائقو الترام من الإيطاليين، وكان محصلو التذاكر (الكمساري) من المالطيين، وكانت تلحق بالترام عربة لنقل الموتى ذات لون أسود وبدون أبواب أو نوافذ، وكانت تستغل لنقل الموتى من مختلف الديانات على السواء، ويقوم بتشغيله الهيئة العامة لنقل الركاب بالإسكندرية.

## تاريخ

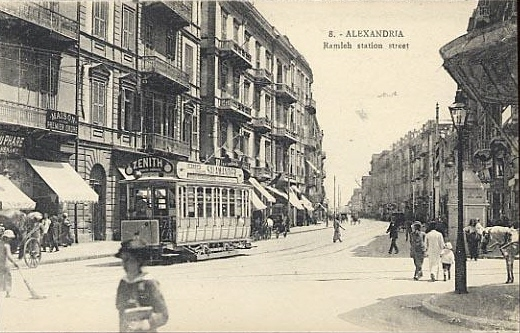
ترام الإسكندرية عام 1903.

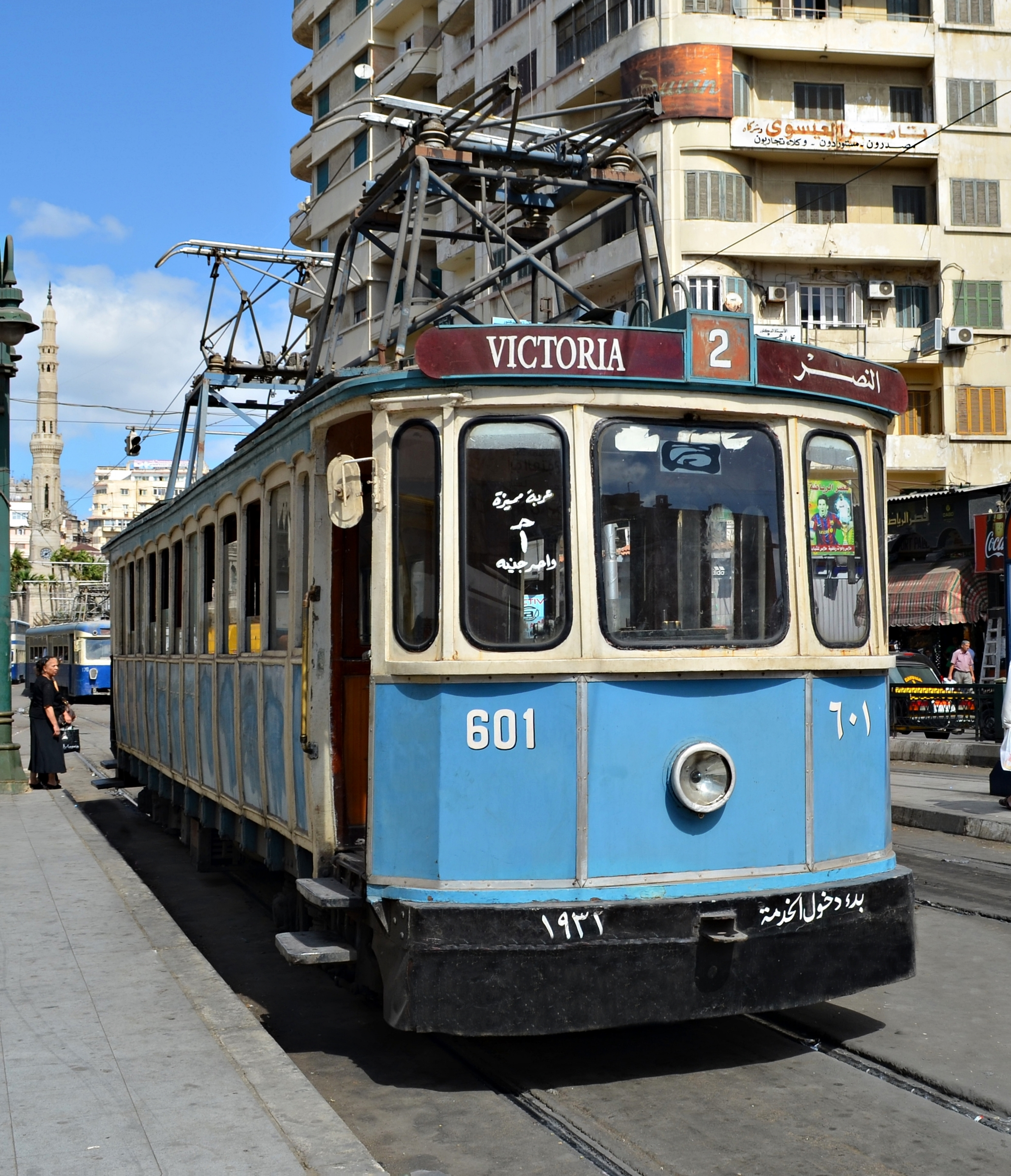
عربة ترام قديمة تعمل في الخدمة المميزة، وتذكرتها جنيه مصري واحد. بدأت دخول الخدمة عام 1931 وتعمل حتى الآن، ويسير على خط النصر - باكوس - محطة الرمل.

ارتبط الخط الحديدي الداخلي بالإسكندرية بتعمير منطقة الرمل مع نهاية عهد الوالي محمد سعيد باشا، في عام 1860، وفي 16 أغسطس (آب) من العام ذاته بدأت قصة الترام، حين منحت الحكومة المصرية التاجر الإنجليزي السير ادوارد سان جون فيرمان، امتيازا لإنشاء خط سكك حديدية يصل ما بين الإسكندرية والرمل، مع الاحتفاظ بحق سحب الامتياز منه في أي وقت.
وبعد مرور عامين، تأسست شركة مساهمة برأس مال قدره 12 ألف جنيه، مقسمة على 1200 سهم باسم Strada Ferrata Tra Allessandria Ramlea حيث تنازل السيد فيرمان، للشركة الجديدة عن حق الامتياز في مقابل حصوله على 30 في المائة من الأرباح خلال السنوات الثلاث الأولى، وفي سبتمبر (أيلول) من عام 1862م وضعت أول قضبان حديدية في منطقة مسلة كليوباترا (محطة الرمل حاليا)، ليشرع في مد الخط الحديدي، ليفتتح في 8 يناير (كانون الثاني) عام 1863، حيث تم نقل الجماهير في ذلك اليوم بواسطة قطار واحد من محطة الإسكندرية إلى محطة بولكلي، عن طريق مسجد سيدي جابر، وكان القطار يتكون من عربة واحدة درجة أولى، وعربتين درجة ثانية، وعربة واحدة درجة ثالثة، حيث كان يجره أربعة خيول. ومع تولي الخديوي إسماعيل زادت عنايته بتعمير الإسكندرية، فاعتني بحي الرمل، وأقام القصور بضاحية الرمل للإقامة بها صيفا، واهتم برعاية الخط الحديدي، وطورها لتستخدم القاطرة البخارية في 22 أغسطس عام 1863.
أعقب ذلك إنشاء شركة «سكك حديد الإسكندرية والرمل» برأس مال قدره 110 آلاف جنيه إنجليزي، واستكملت مد الخط الحديدي من محطة سبورتنج إلى محطة مصطفى باشا، وأوقفت الشركة تشغيل الخط الآخر ـ خط جامع سيدي جابر، حتى تمت إعادته للعمل مرة أخرى عام 1926.
وفي عام 1897 بدأت الشركة في ازدواج الخط ما بين محطة الرمل، ومحطة بولكلي، ليصبح هذا الخط هو الأساس، الذي تطور بعد ذلك ليصبح خط ترام الرمل الحالي. وفي شهر يونيو (حزيران) 1898، شهد خط الترام تطوراً كبيراً، حين قررت الشركة استبدال القاطرات التي تعمل بطاقة البخار بأخرى تعمل بالكهرباء، إلا أن ذلك لم يتم سوى في الخامس والعشرين من شهر يناير (كانون الثاني) عام 1904، واستعملت العربات الكهربائية في نقل الركاب من ميدان محطة الرمل إلى محطة سراي رأس التين فقط، لأن المنطقة التي تمتد من محطة ترام السراي وحتى محطة المحمدية، أو فيكتوريا أو النصر حالياً خاصة بالخديوي عباس حلمي الثاني، وأصبحت متاحة للجماهير عام 1909.

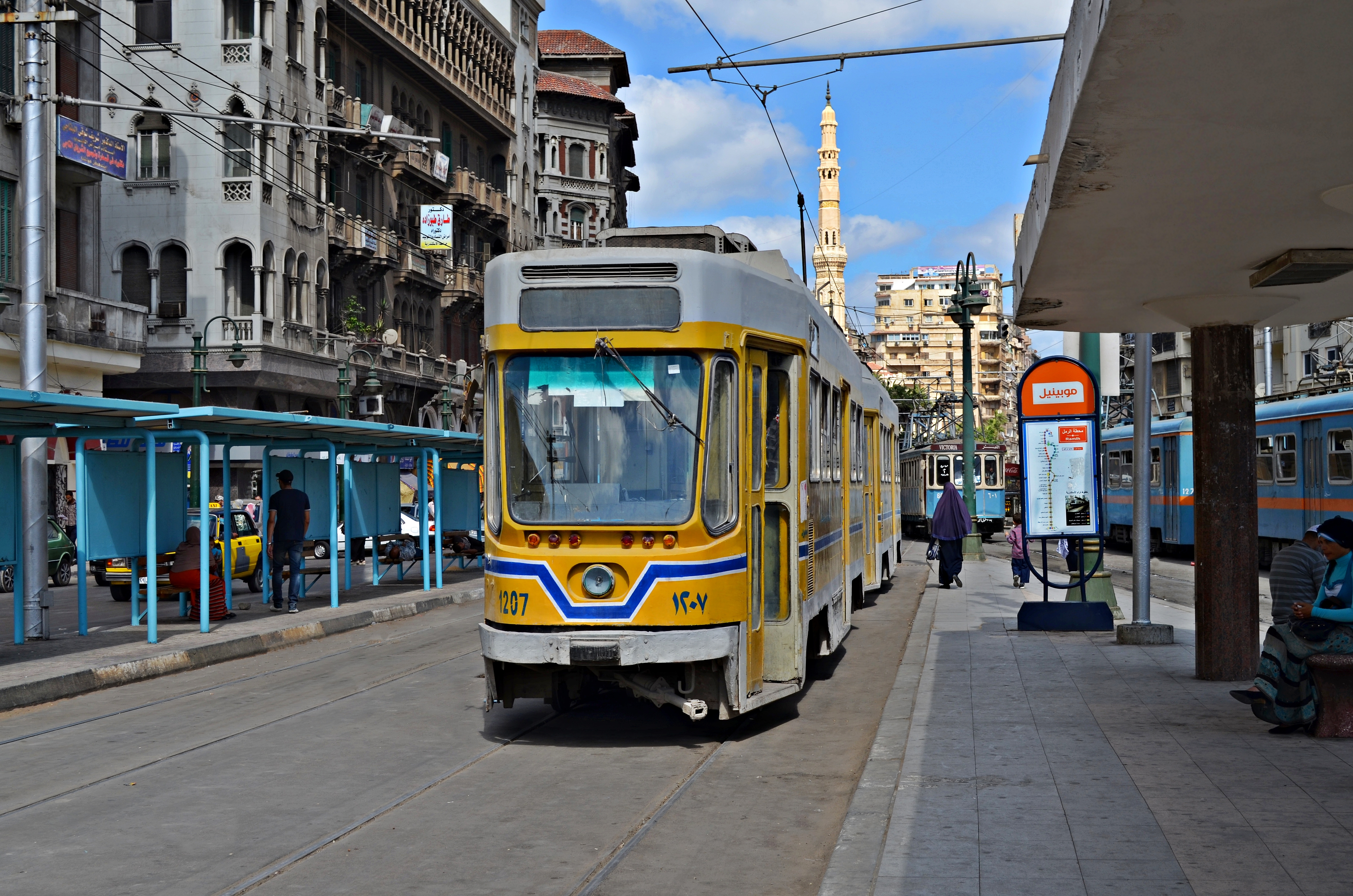
ترام المدينة الأصفر.

أما ترام المدينة (الترام الأصفر) فقد أنشئت شركة بلجيكية لتشغيله عام 1897، باسم شركة «ترامواي الإسكندرية»، حيث قامت مع ظهور الترام الكهربائي فكانت السبّاقة إلى استخدامه، وقد بدأت هذه الشركة أعمالها حين ظهرت ضرورة ربط أجزاء المدينة القديمة بشبكة من الخطوط، لترتبط بعد ذلك بشبكة ضاحية الرمل لربط المدينة ببعضها.
وبدأت الشركة برئاسة المسيو دوجاه، في مد الأسلاك الكهربائية في الفترة من سبتمبر (أيلول) 1896 وحتى أغسطس (آب) 1897، وأقيم الاحتفال بتسيير العربات الأولى في 11 سبتمبر (أيلول) 1897 بحضور الخديوي عباس حلمي الثاني. وكانت المحطة الرئيسية في مينا البصل أمام مبنى بورصة القطن، حيث يتفرع منه ثلاثة خطوط، يصل أحدها إلى ميدان المنشية الصغرى «ميدان سانت كاترين حالياً»، يصل الثاني إلى منطقة المكس، والثالث يبدأ من شارع الميدان بميدان المنشية، ومنه يصل خط رابع إلى منطقة الجمرك (منطقتي الأنفوشي ورأس التين حالياً).
وحول حفل افتتاح الترامواي، يقول أحمد شفيق باشا في مذكراته، حول عهد الخديوي عباس حلمي الثاني: «في 11 سبتمبر (أيلول) 1897 احتفل بافتتاح أول خط للترام بالإسكندرية، فاجتمع جمهور عظيم من الناس في شارع المنشية الصغرى مبدأ الخط الكهربائي، وأوقفت خمس عربات كهربائية لحمل المدعوين، وأعدت عربة مزينة بالأزهار لركوب الخديوي، وفي الساعة الخامسة حضر سموه فنزل وحي مستقبليه، وكان قد سبق سموه الغازي أحمد باشا مختار وكبار رجال المعية وحضرات النظار، بعد ذلك ركب الخديوي العربة المعدة له وسارت، وتلتها بقية العربات تقل المدعوين، إلى أن وصلنا إلى المكس، وبعد ذلك عدنا بها إلى المخزن العام بكرموز، حيث افتتح الخديوي المأدبة التي أقيمت هناك، وبعد ذلك عاد مع حاشيته إلى المنتزة».
وبدأت خطوط الترام تمتد إلى دوائر أخرى عديدة ربطت ما بين الضواحي وقلب المدينة، مما أثر على اتجاهات العمران بالمدينة، وأصبح الأساس لشبكة الطرق بالمدينة، التي ما زالت تعتمد على غالبيتها للآن، فالإسكندرية لم تشهد أي تغيير كبير في شبكة الربط الداخلي خلال المائة عام الماضية، بخلاف القاهرة عاصمة البلاد.
وفي 11 يونيو (حزيران) عام 1912م وموافقة الجمعية العمومية على قرار مجلس الإدارة الصادر في أول يناير من العام ذاته، الذي يقضي بتنازل شركة «ترامواي الإسكندرية» إلى شركة «سكك حديد الإسكندرية والرمل» عن إدارة خطوطها فقط، لتصبح تلك الشركة هي المسؤولة عن نقل الركاب بالترام، حتى تم تأميم هذا المرفق في أعقاب قيام ثورة يوليو (تموز) 1952.

## خطوط الترام

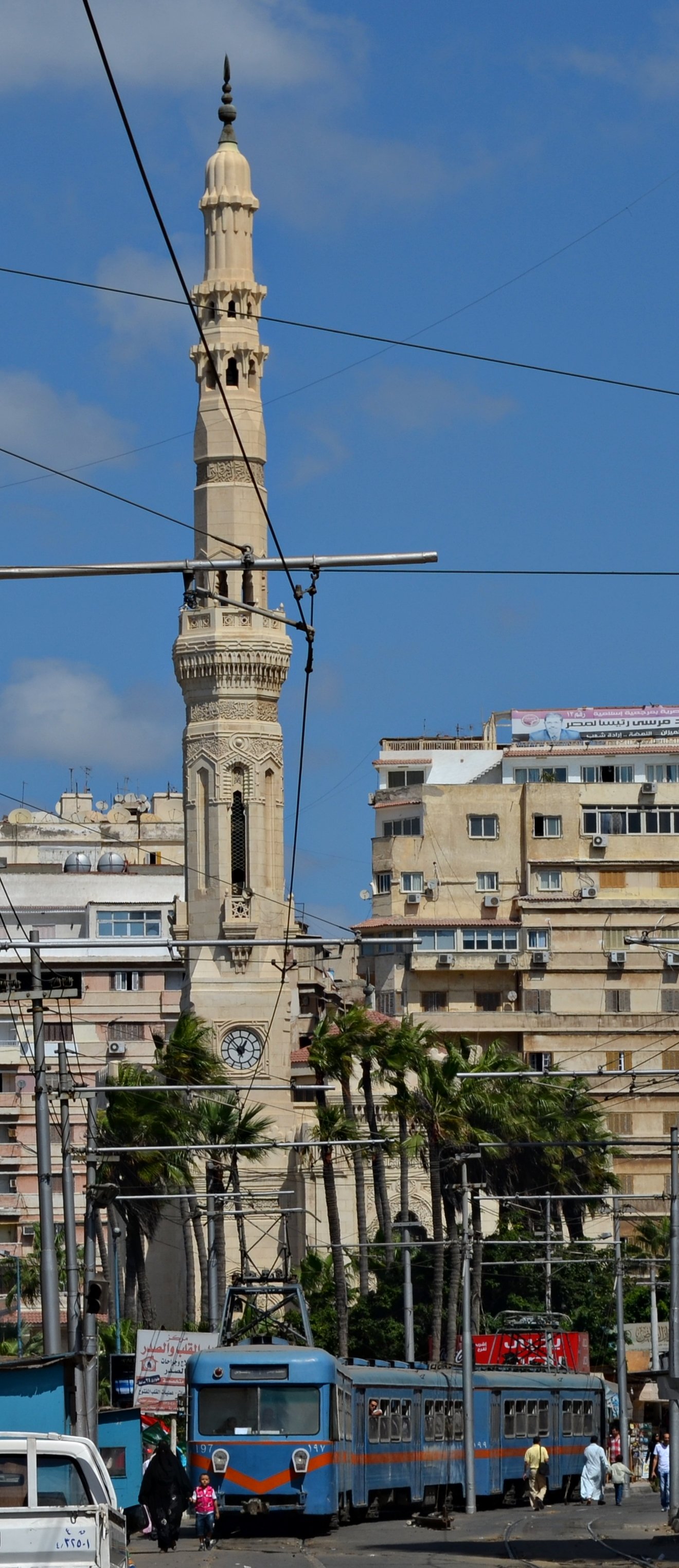
ترام خط باكوس، وخلفه جامع القائد إبراهيم.

يصل خط ترام الرمل (ذو العربات زرقاء اللون) ما بين محطة الرمل في وسط المدينة إلي محطة فيكتوريا في شرق المدينة. وبالإضافة إلى ترام الرمل فهناك شبكة أخرى واسعة للترام (ترام المدينة) (عرباته صفراء اللون وأصغر حجماً) تصل بين محطة الرمل وتسير عبر شوارع وسط وغرب الإسكندرية.

### محطات خط ترام الرمل

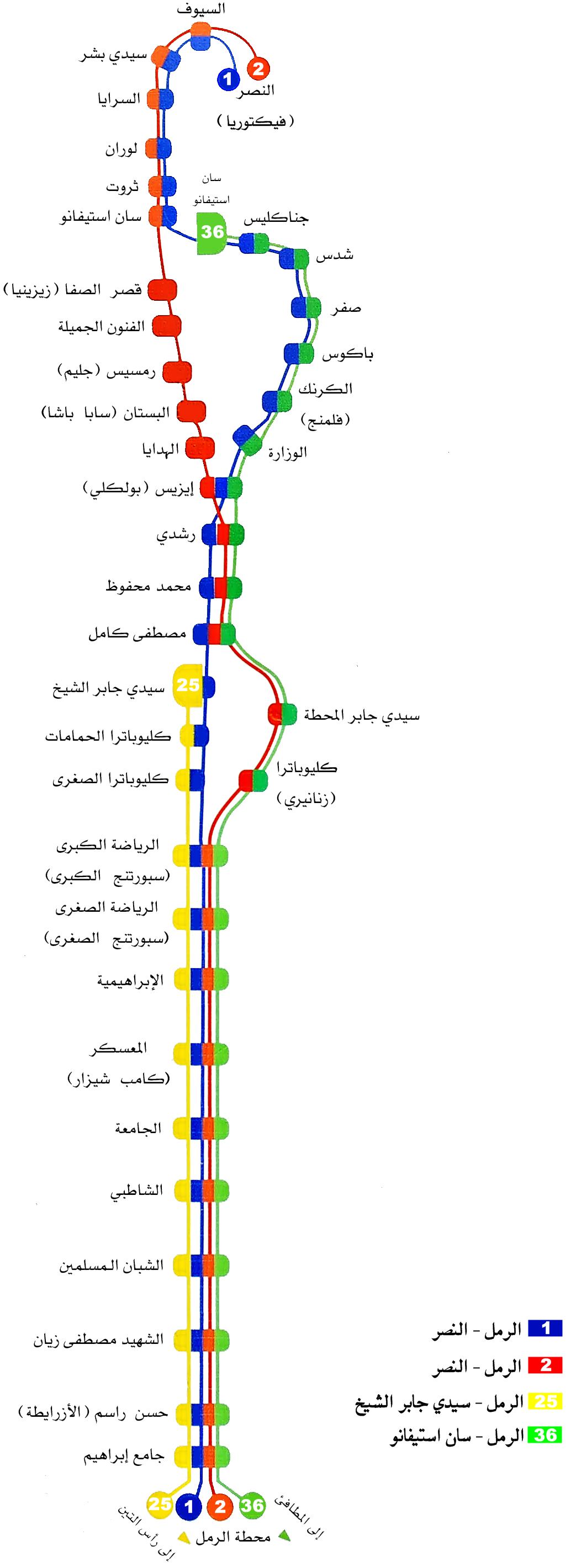
خريطة محطات ترام الرمل.

يبدأ ترام الرمل من محطة الرمل وينتهي في محطة النصر (فكتوريا)، ويتفرع في بعض أجزائه إلى خطين فرعيين بما يسمى (خط باكوس) و (خط النصر).
| خط باكوس (1)                    | خط النصر (2)                    |
| ------------------------------- | ------------------------------- |
| محطة الرمل                      | محطة الرمل                      |
| جامع إبراهيم                    | جامع إبراهيم                    |
| حسن راسم أو الأزاريطة           | حسن راسم أو الأزاريطة           |
| مصطفى زيان                      | مصطفى زيان                      |
| الشبان المسلمين                 | الشبان المسلمين                 |
| الشاطبى                         | الشاطبى                         |
| الجامعة                         | الجامعة                         |
| كامب شيزار                      | كامب شيزار                      |
| الإبراهيمية                     | الإبراهيمية                     |
| سبورتنج الصغرى                  | سبورتنج الصغرى                  |
| سبورتنج                         | سبورتنج                         |
| كليوباترا الصغرى                | كليوباترا                       |
| حمامات كليوباترا                |                                 |
| سيدي جابر الشيخ                 | سيدي جابر المحطة                |
| مصطفى كامل                      | مصطفى كامل                      |
| محمد محفوظ أو مصطفى كامل الصغرى | محمد محفوظ أو مصطفى كامل الصغرى |
| رشدي                            | رشدي                            |
| بولكلي                          | بولكلي                          |
| الوزارة                         | الهداية                         |
| الكرنك أو فلمنج                 | البستان أو سابا باشا            |
| أبو شبانة أو باكوس              | جليم                            |
| صفر                             | الفنون الجميلة                  |
| شدس                             | قصر الصفا                       |
| جاناكليس                        |                                 |
| سان ستيفانو                     | سان ستيفانو                     |
| ثروت                            | ثروت                            |
| الفراعنة أو لوران               | الفراعنة أو لوران               |
| السرايا                         | السرايا                         |
| سيدي بشر                        | سيدي بشر                        |
| السيوف                          | السيوف                          |
| النصر أو (فيكتوريا)             | النصر أو (فيكتوريا)             |

## الأسطول
العربات التي في الخدمة:
- اليابان: من شركة كينكي شاريو (Kinki Sharyo) / فوجي للصناعات الثقيلة منذ عام 1982. (28 سيارة من طلبين)
- اليابان: من شركة كينكي شاريو عام 1975-1995. (25 سيارة منها 6 عربات ذات طابقين)
- المجر: من شركة غانز للنقل عام 1985-1986. (29 عربة)
- النمسا: شركة بلاسر وتورير(Plasser & Theurer) 1990s. (سيارة عمل واحدة)
- مصر:الهيئة العربية للتصنيع 2009. (3 سيارات - تصميم شركة كينكي شاريو)
- أوكرانيا: ترام K-1E6 من شركة تاترا-يوج (Tatra-Yug). (15 سيارة من 15 طلبًا)[3]
- بولندا: شركة نيواج (NEWAG Oberhausen)  [لغات أخرى]‏ عربة عام 1997 وعربة عام 2005.

### العربات خارج الخدمة أو في المخازن
- عربة سويسرية من شركة براون، بوفيري وساي.
- 97 عربة ألمانية من طراز دوفاج (Duewag). دخلت الخدمة عام 1969 و 1972. كانت مستعملة مُسبقًا من قِبل خطوط ترام كوبنهاجن، معظمها خرج من الخدمة. بِيعت عربتان لمُتحف في الدنمارك والباقي في المخازن.
- عربات Tatra KT4D تصنيع شركة ČKD التشيكوسلوفاكية. أشتُرت مُستعملة من هيئة ترام بوستدام في برلين. لم تدخُل الخدمة بعَد (2017).
- كندا / الولايات المتحدة - مصنع السيارات والمسبك الكندي - أشترت الإسكندرية في عام 1968، 140 عربة مُستخدمًة. خرجت جميعها من الخدمة عام 1984. 
المصدر: أسطول ترام القاهرة والإسكندرية.[4]

## معرض الصور

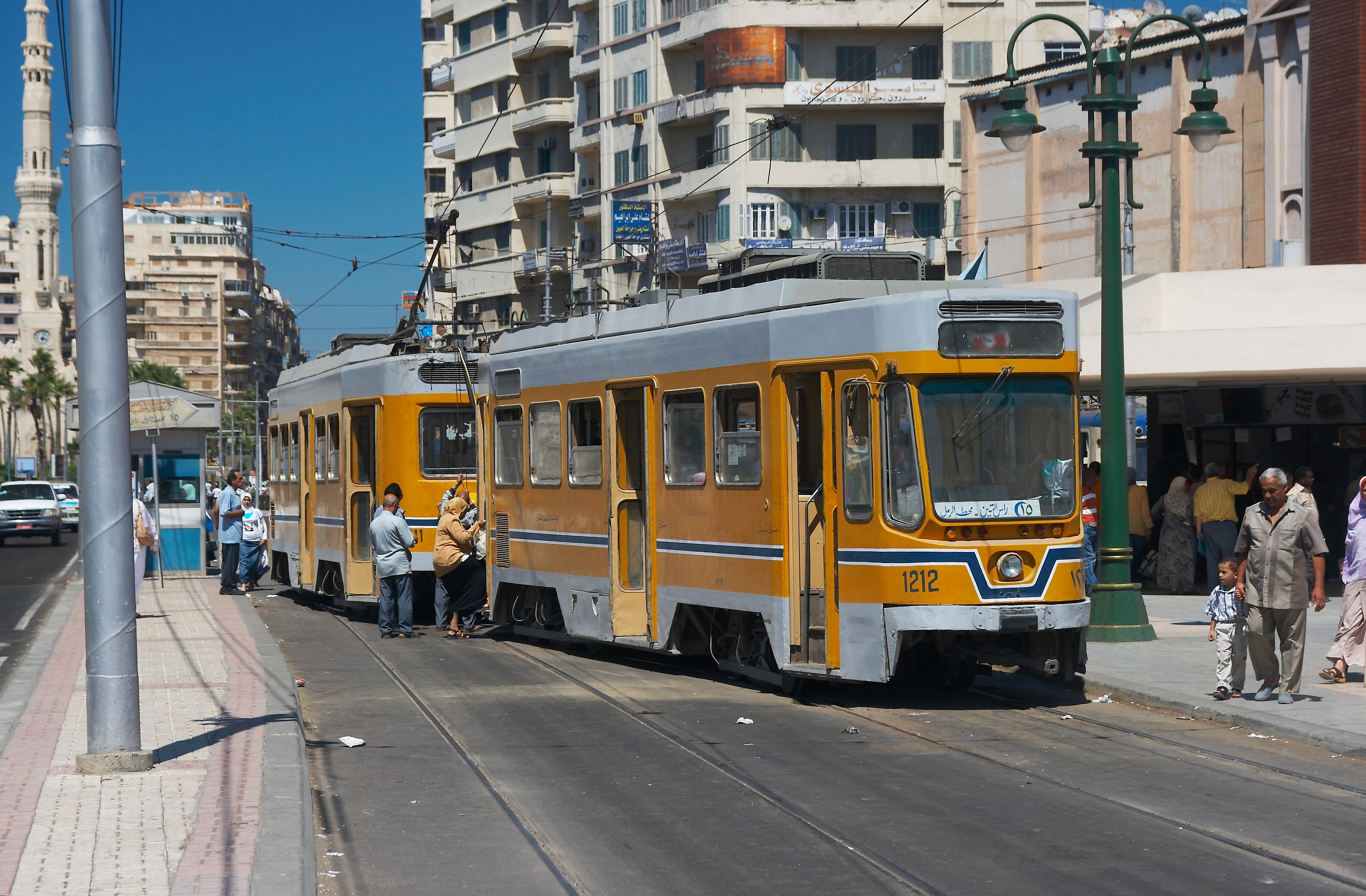
ترام المدينة.
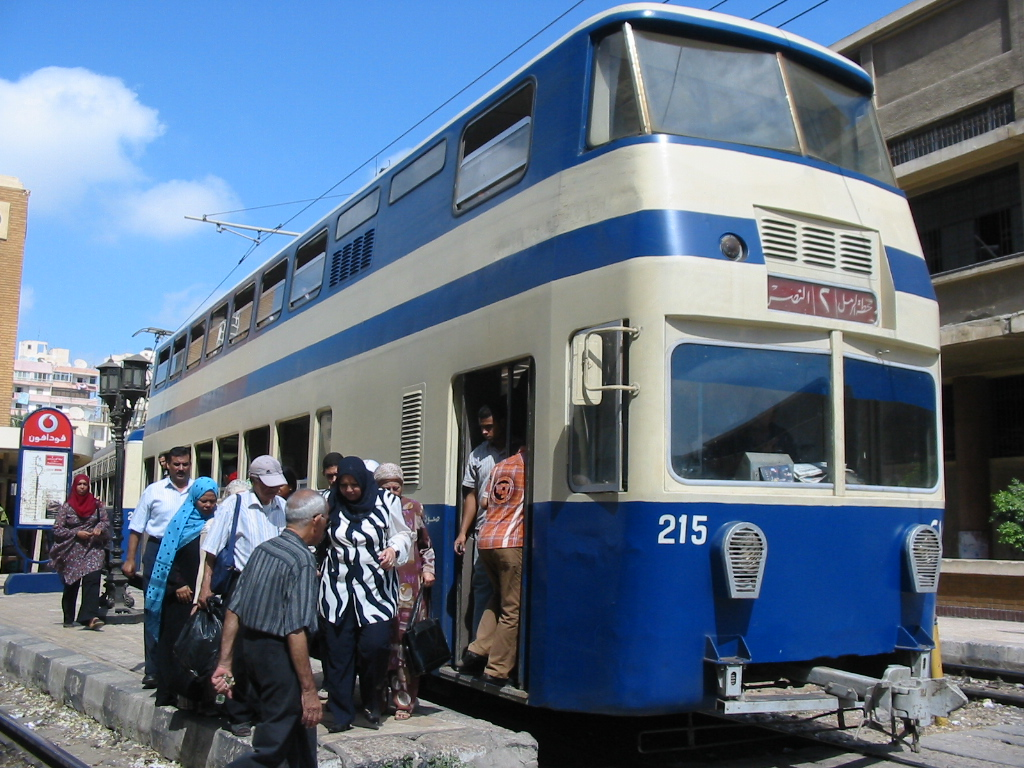
ترام الرمل.
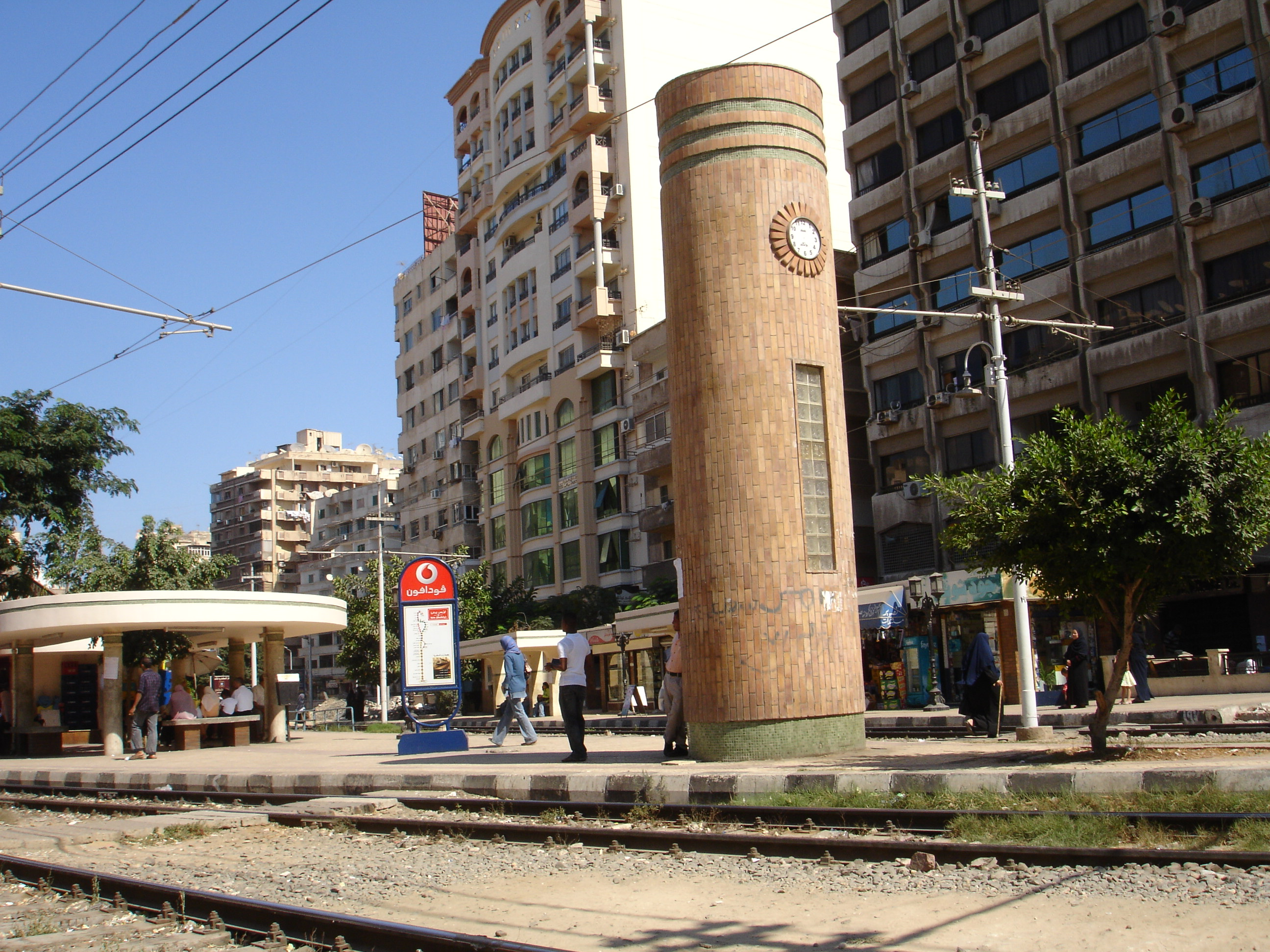
محطة ترام إيزيس المعروفة بـ "بولكلي"، وينطقها العامة "بوكلة"
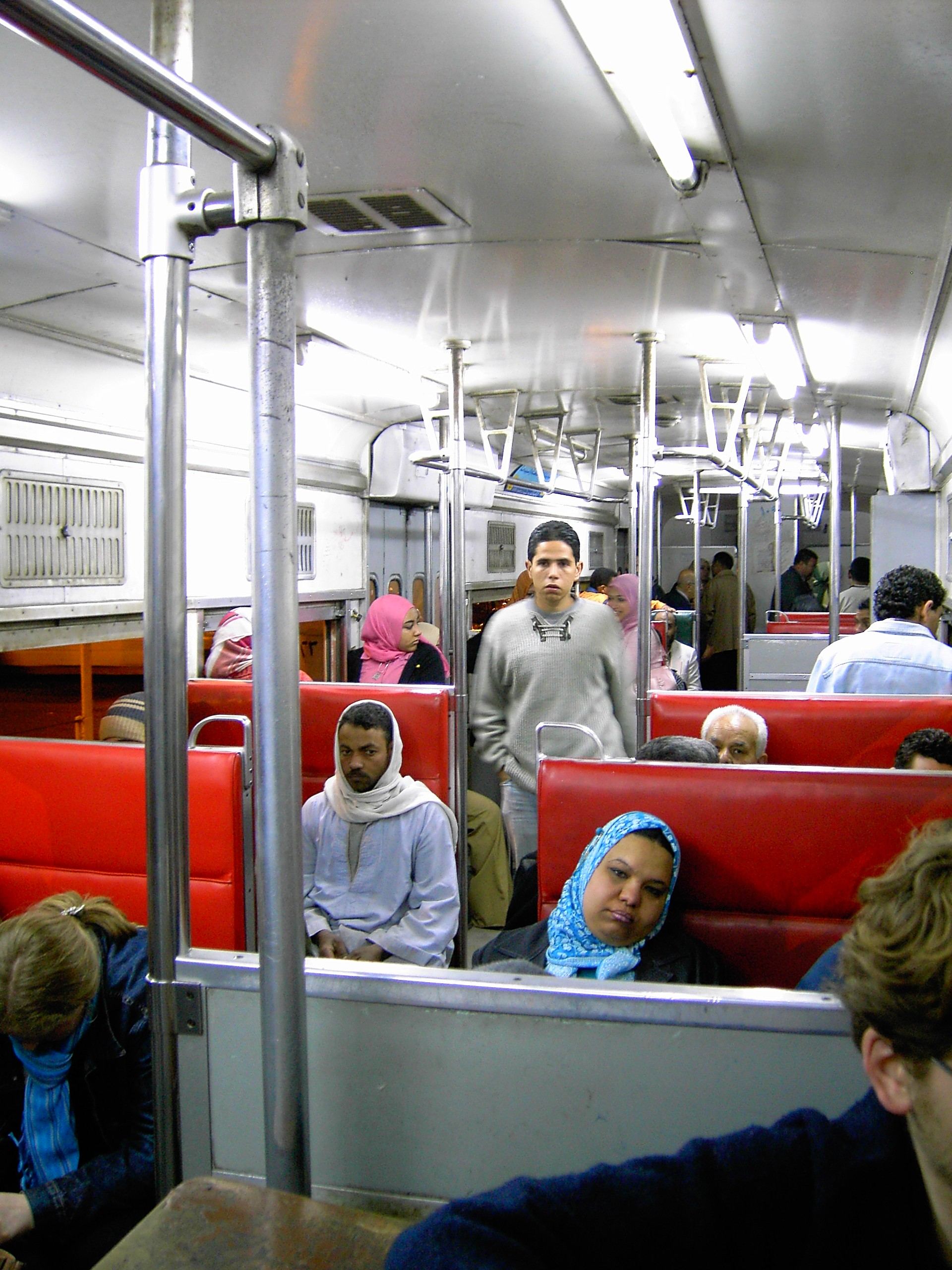
الترام الأزرق من الداخل.
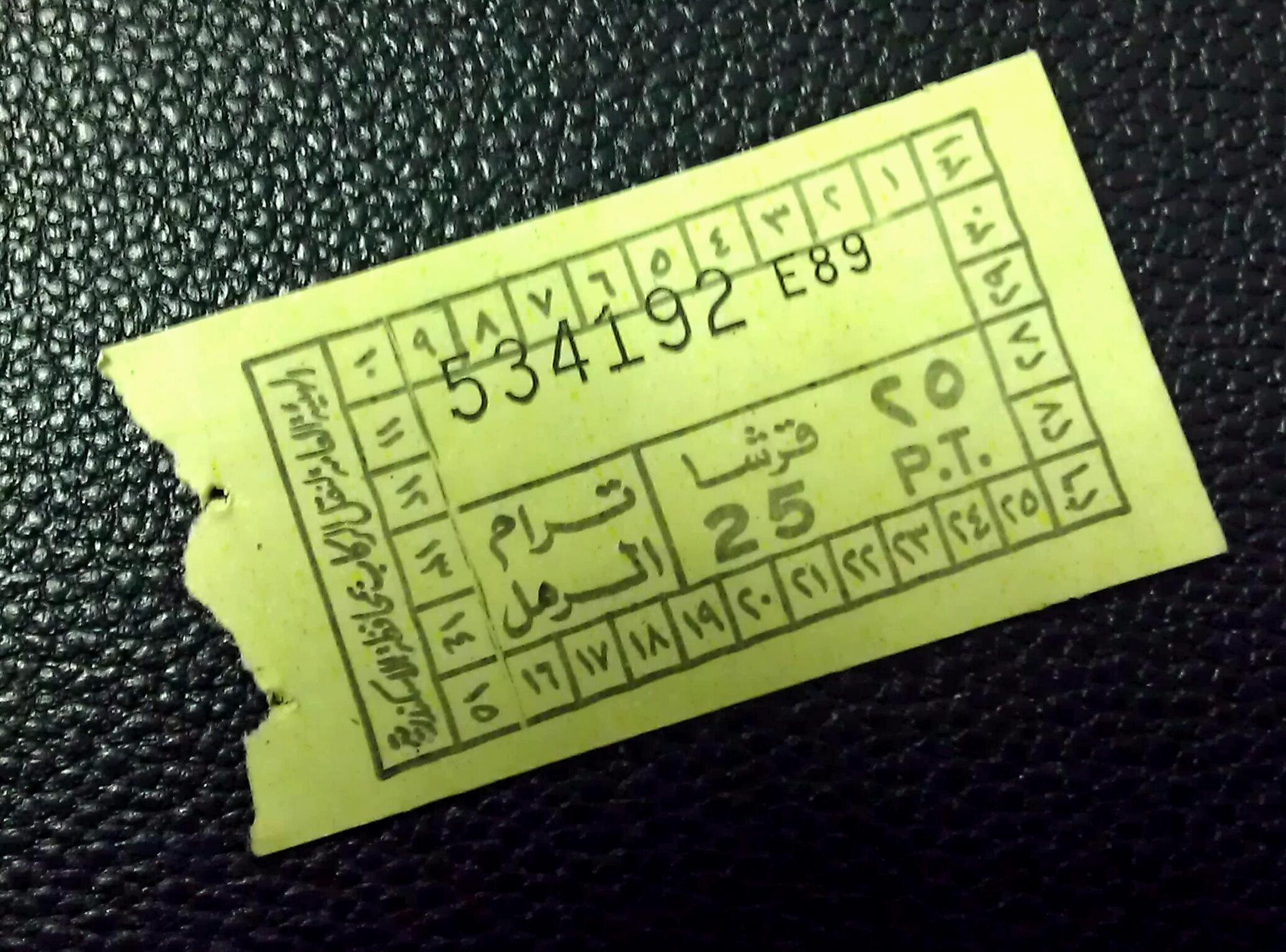
تذكرة ترام الرمل فئة 25 قرشاً.
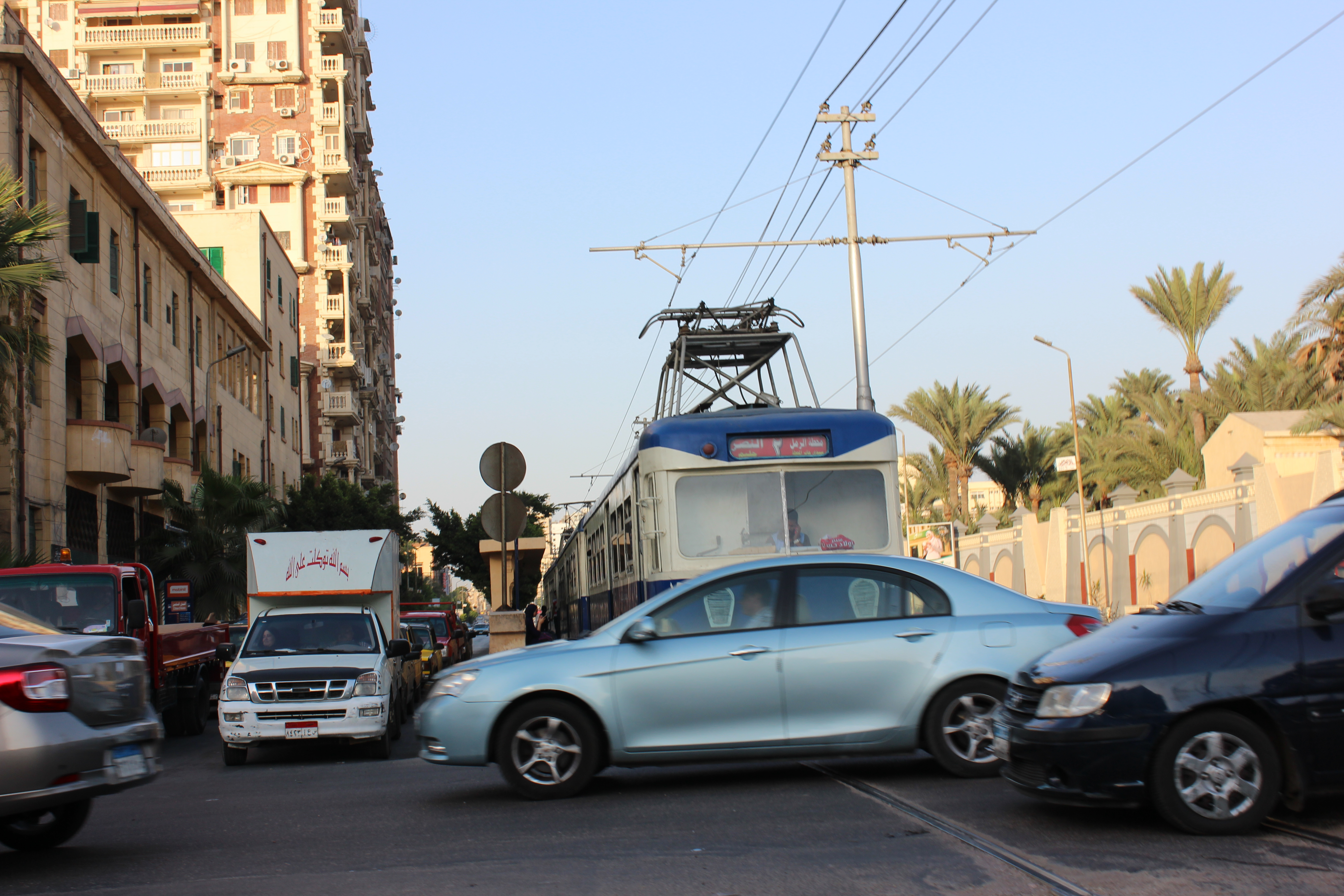
مزلقان